# Shinas College of Technology

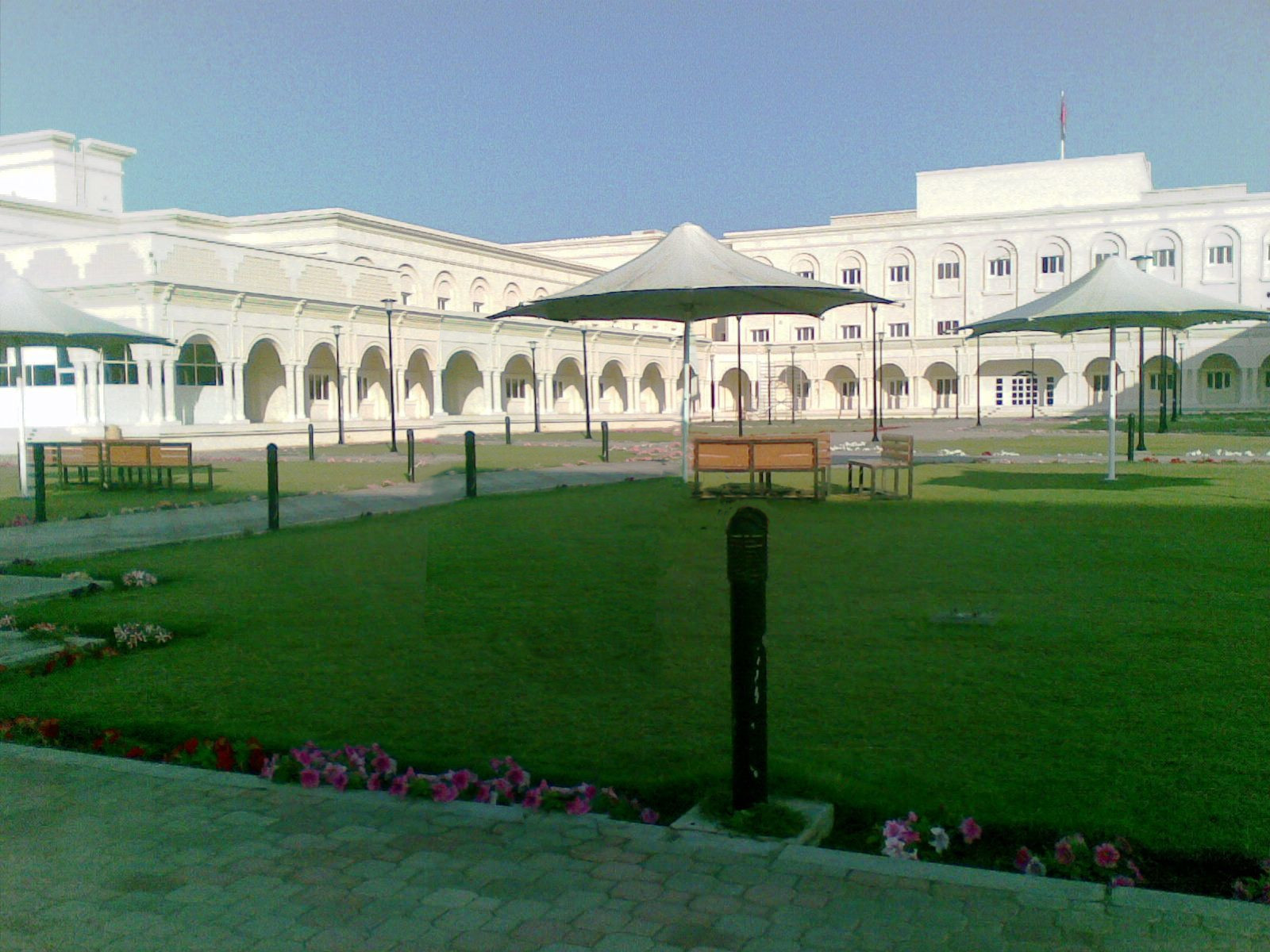
Shinas College of Technology

Das Shinas College of Technology ist ein staatliches College in Shinas in Oman. Es ist eines von sieben Technical Colleges in Oman und zählt zum tertiären Bildungssektor.
Das College wurde 2005 gegründet und untersteht der Aufsicht des omanischen Ministry of Manpower (MoMP). Das College befindet sich auf einem eigenen Campus in al-Aqr, einem nördlichen Vorort von Shinas. Zulassungsvoraussetzung ist das General Secondary School Certificate, das nach einem 12-jährigen Schulbesuch erworben werden kann. Angeboten werden einjährige Zertifikatskurse, zweijährige Diploma-Kurse sowie dreijährige Higher-Diploma-Kurse in Engineering, Business Studies sowie Information Technology. Außerdem kann man ein Vorstudienlehrgang besuchen.
Im akademischen Jahr 2008/2009 studierten insgesamt 2171 Studierende (davon 739 Studentinnen) am College.